# Severino Compagnoni
Severino Compagnoni (Santa Caterina Valfurva, 4 febbraio 1914 – Merano, 1º settembre 2006) è stato un fondista italiano.
È fratello degli sciatori Aristide e Ottavio.

## Palmarès

### Mondiali
- 2 medaglie:
  - 1 bronzo (40 km, staffetta a Zakopane 1939)
  - 1 bronzo (40 km, staffetta a Cortina d'Ampezzo 1941)